# Roquefort, Landes
Roquefort (gaskonsko Ròcahòrt) je naselje in občina v jugozahodnem francoskem departmaju Landes regije Akvitanije. Leta 2009 je naselje imelo 1.908 prebivalcev.

## Geografija
Kraj leži v pokrajini Gaskonji znotraj naravnega regijskega parla Landes de Gascogne ob reki Estampon, 22 km severovzhodno od Mont-de-Marsana.

## Uprava
Roquefort je sedež istoimenskega kantona, v katerega so poleg njegove vključene še občine Arue, Bourriot-Bergonce, Cachen, Labastide-d'Armagnac, Lencouacq, Maillas, Pouydesseaux, Retjons, Saint-Gor, Saint-Justin, Sarbazan in Vielle-Soubiran s 7.716 prebivalci (v letu 2009).
Kanton Roquefort je sestavni del okrožja Mont-de-Marsan.

## Zgodovina
Na ozemlju Roqueforta je bil v 10. stoletju pod marsanskimi viskonti zgrajen grad Pènecadet, ki je dominiral nad sotočjem rek Estampon in Douze. Do 12. stoletja je bil obdan z novim gradom. Sredi 12. stoletja je postal prestar in neudoben za bivanje, njegovo zidovje pa je bilo med drugim uporabljeno za gradnjo nove cerkve, ki so jo dali zgraditi menihi iz opatije v Saint-Severu.
Leta 1375 je viskont Gaston Phébus dal v mestu zgraditi bastido, ki je nadometila grad, postala je tudi pomembna romarska postaja na poti v Santiago de Compostelo, Via Lemovicensis.

## Zanimivosti
- romanska cerkev Marijinega Vnebovzetja, prvotno benediktinsko priorstvo iz 12. stoletja, utrjena v času verskih vojn, vmesna postaja na romarski poti v Santiago de Compostelo,
- arena Roquefort; kraj je član Zveze francoskih bikoborskih mest,
- most na reki Estampon.

## Promet
Roquefort se nahaja ob državni avtocesti A65, imenovani tudi Gaskonska avtocesta, ki v smeri sever - jug povezuje kraja Langon in Lescar.